# Signagi
Signagi o Sighnaghi (georgiano: სიღნაღი) es una villa georgiana, capital del municipio homónimo en la región de Kajetia.
En 2014 la localidad tenía una población de 1485 habitantes.
Históricamente era un área rural conocida como "Kambechovani" o "Kisiki". La localidad aparece desde el siglo XVIII en documentos con su topónimo actual, que es de origen túrquico y viene a significar "refugio" o "zanja". En 1762, Heraclio II convirtió al asentamiento en una fortaleza para defender la zona de los Lekianoba. Tras la anexión por el Imperio ruso en 1801, pasó a ser el centro de un uyezd de la gobernación de Tiflis, y fue un puesto militar estratégico durante la Guerra del Cáucaso. Desde finales del siglo XX ha basado su economía en el turismo, ya que desde su conjunto monumental se puede ver todo el valle del río Alazani.
Se ubica unos 50 km al sureste de la capital regional Telavi, junto a la carretera 5 que une Tiflis con Bakú pasando por Zaqatala.

## La Galeria

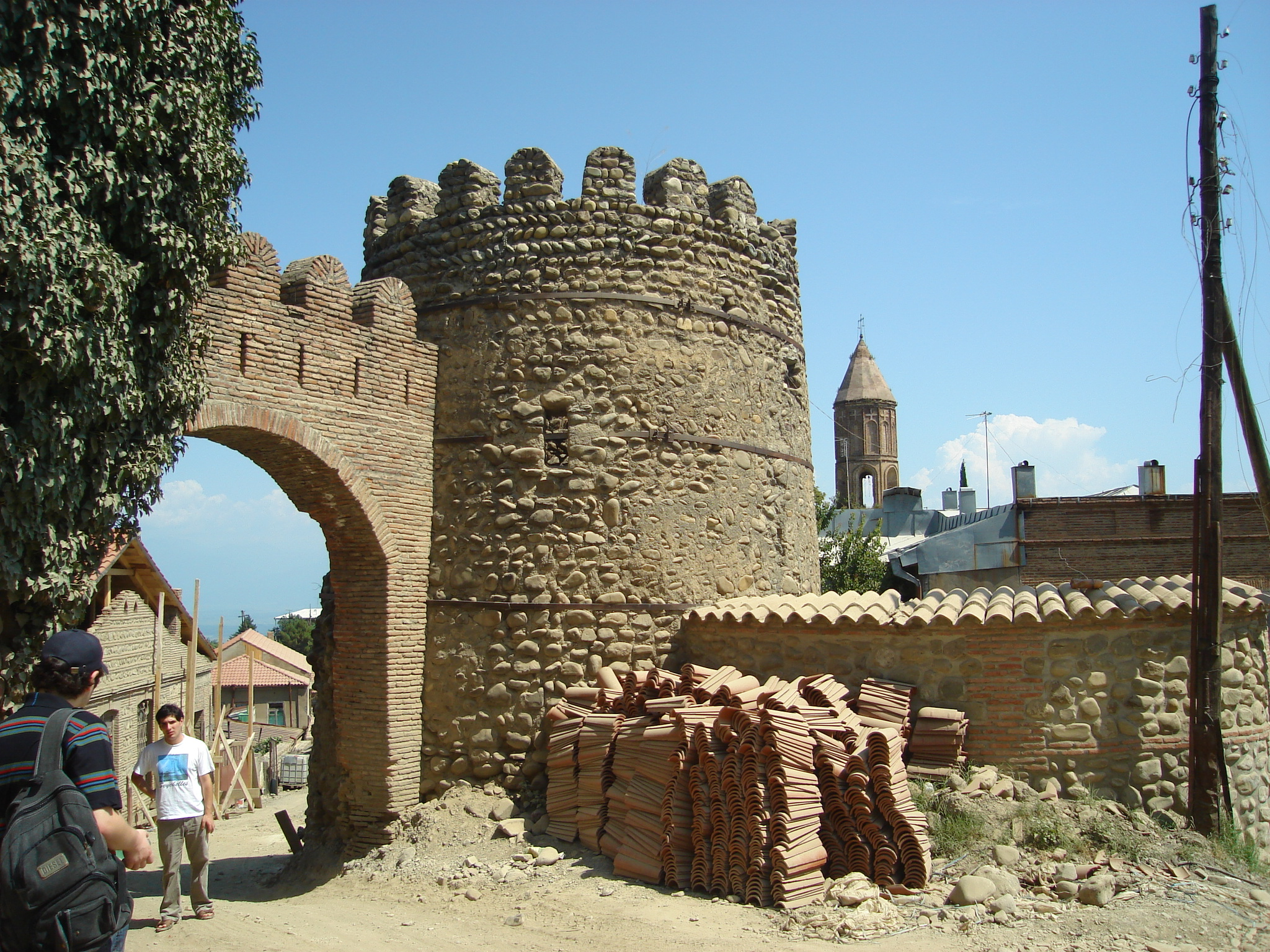
Antiguas murallas de la fortaleza de Sighnaghi en reconstrucción
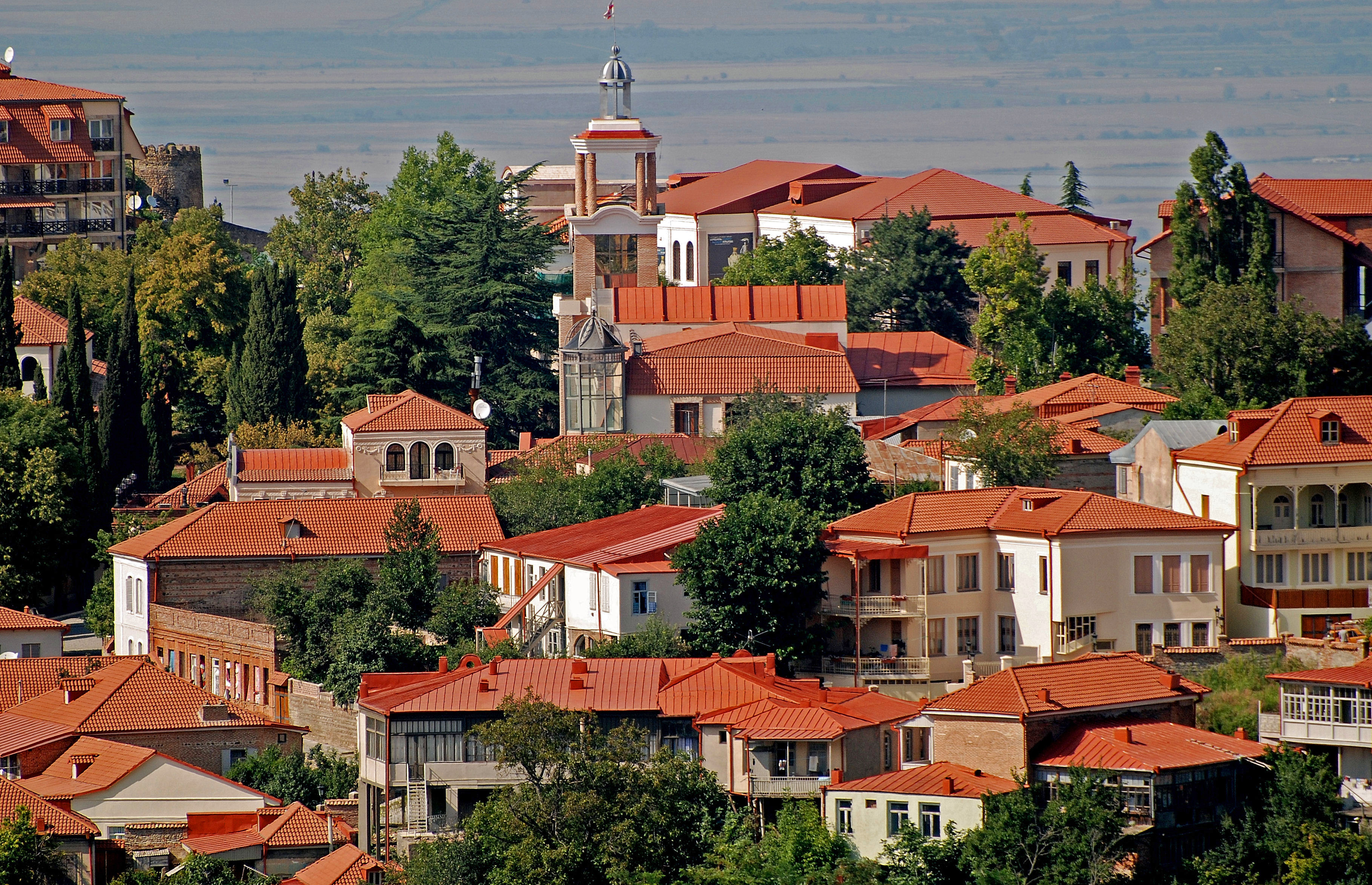
Centro historico del pueblo
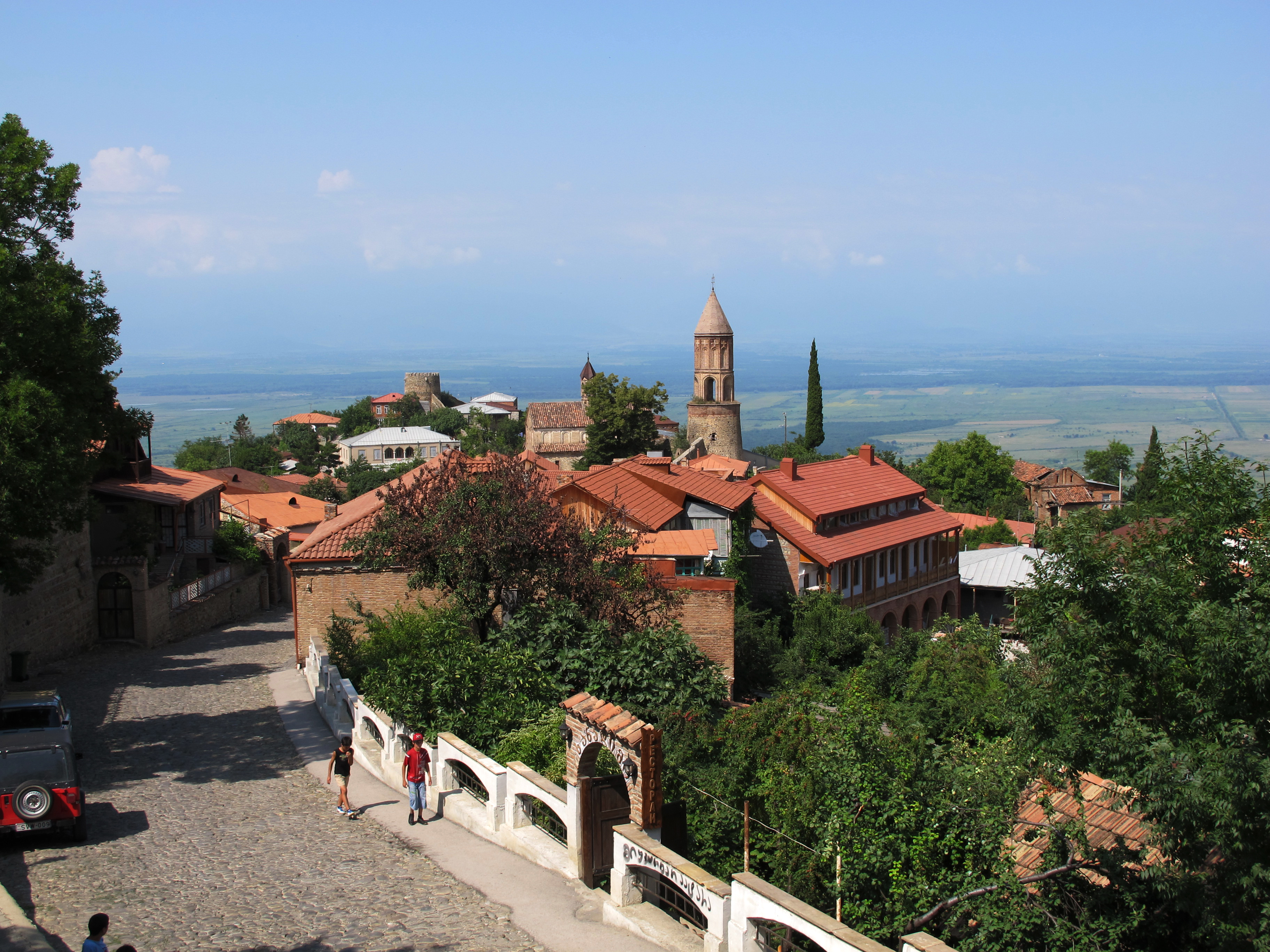
Pequeñas calles del pueblo
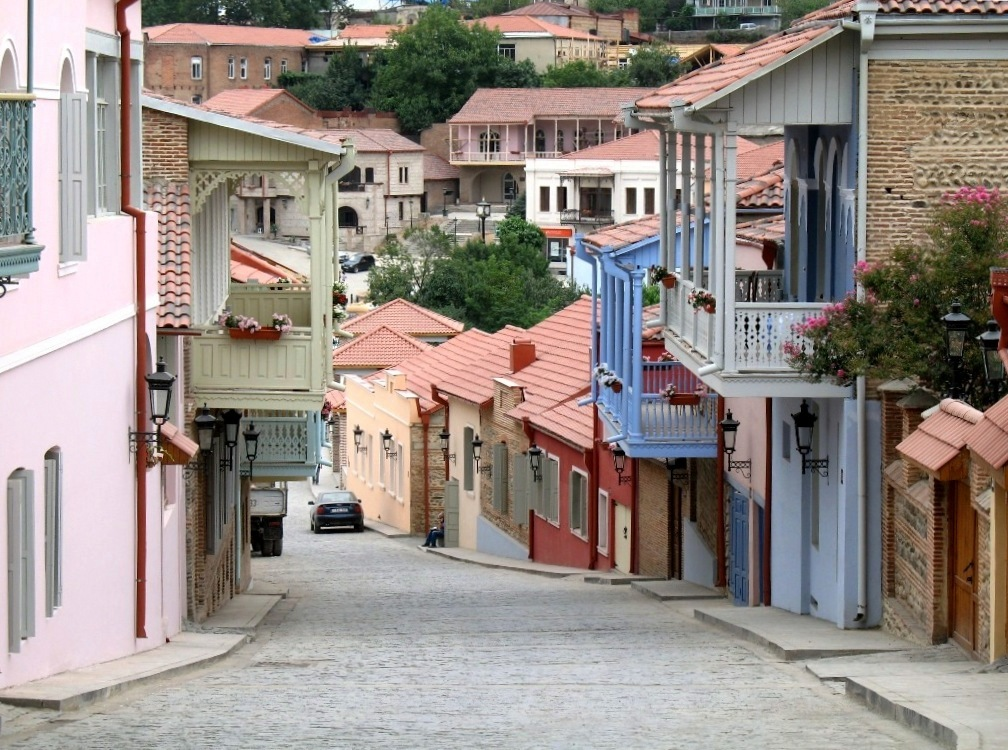
La calle principal de Sighnaghi
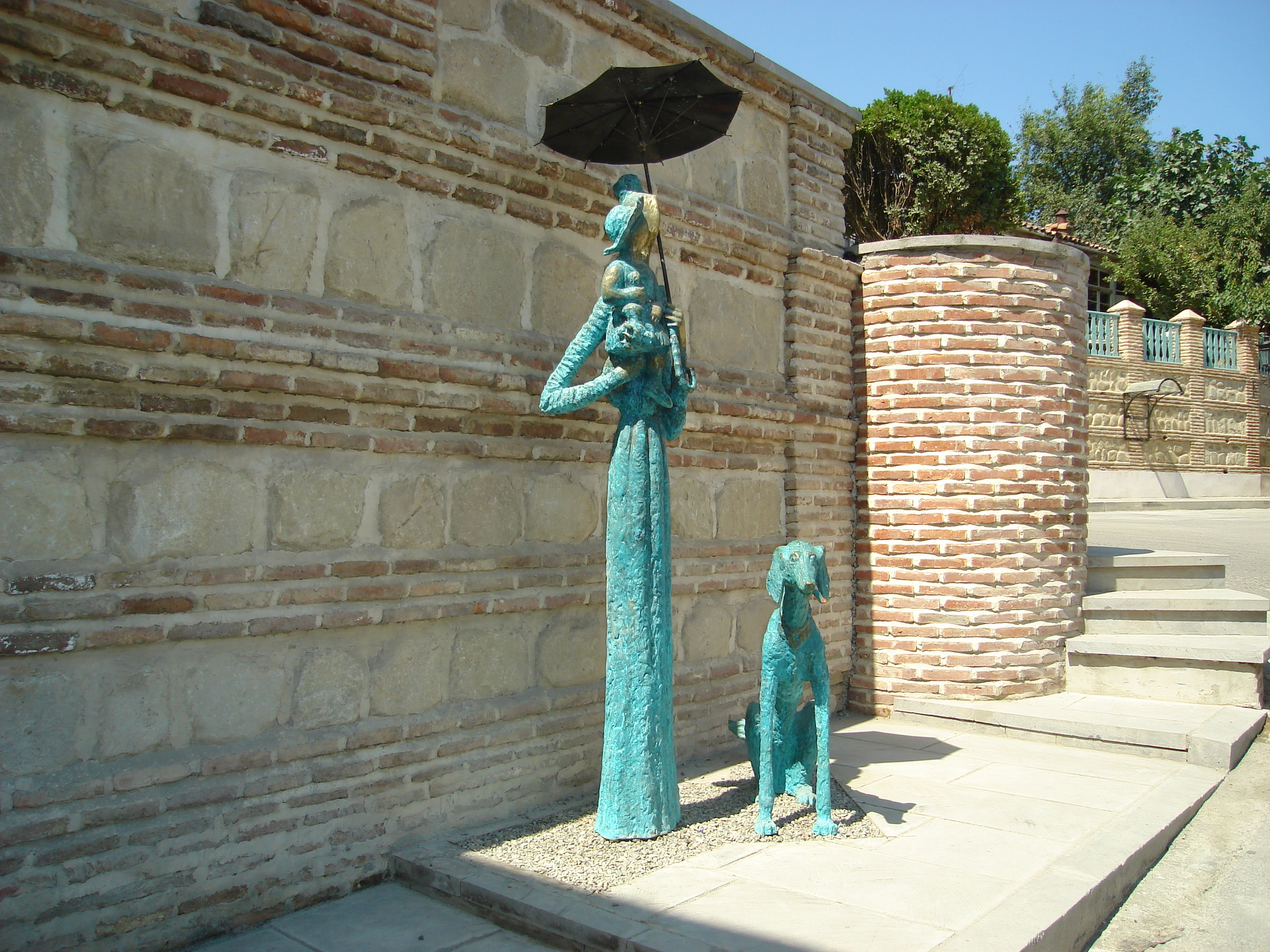
Una estatua de una mujer en Sighnaghi
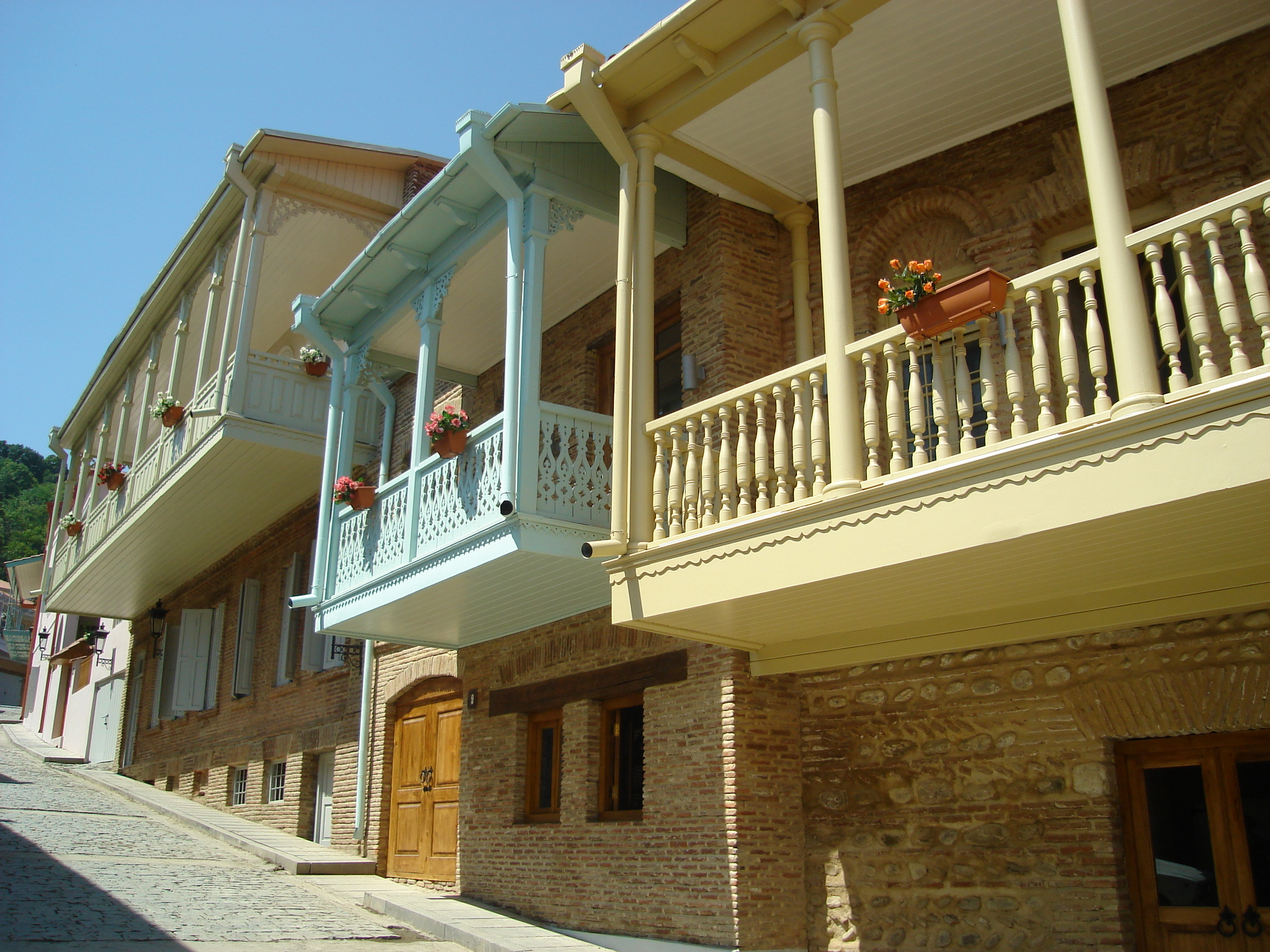
Balcones del siglo XIX en Sighnaghi
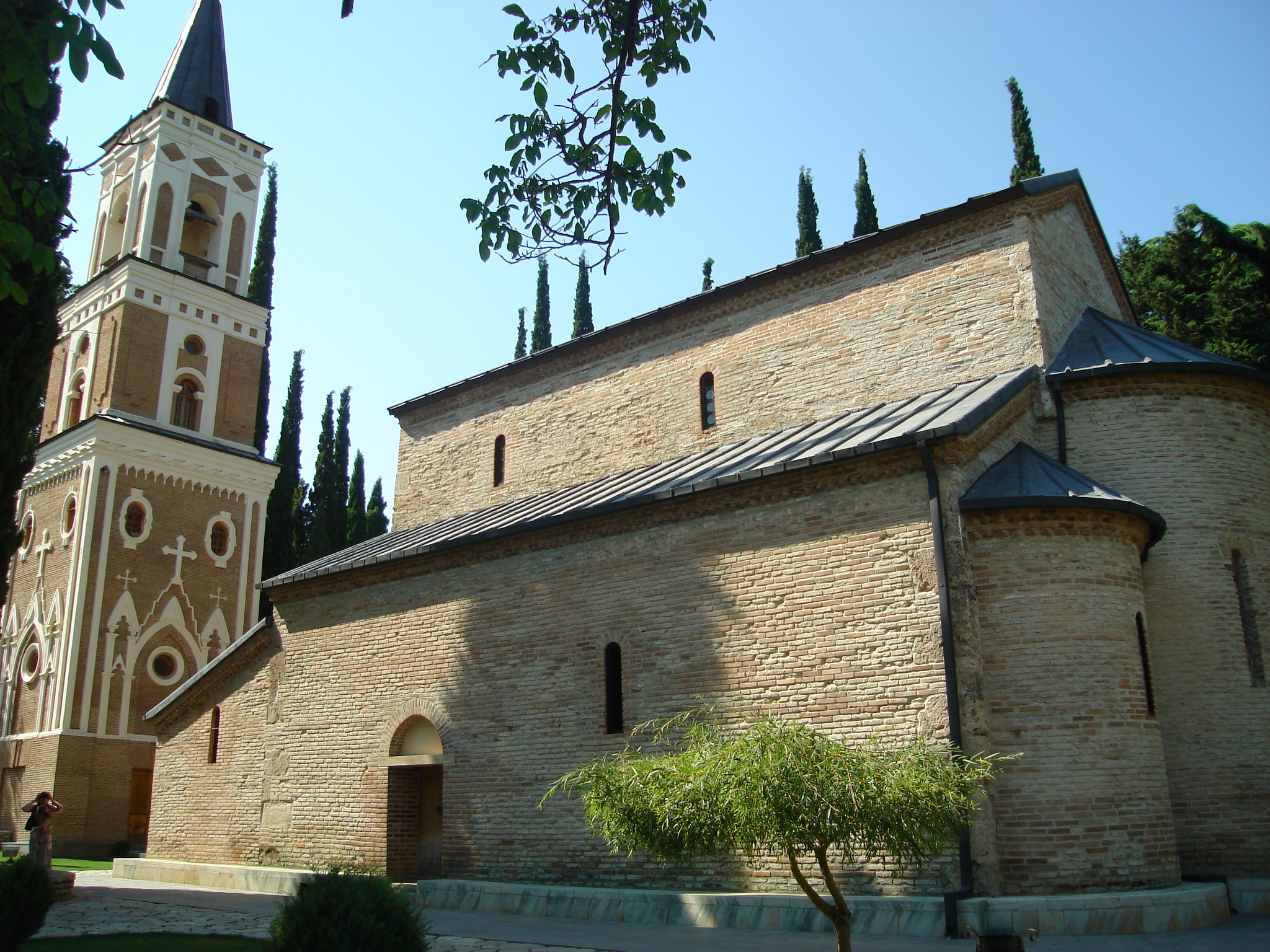
Monasterio de Bodbe
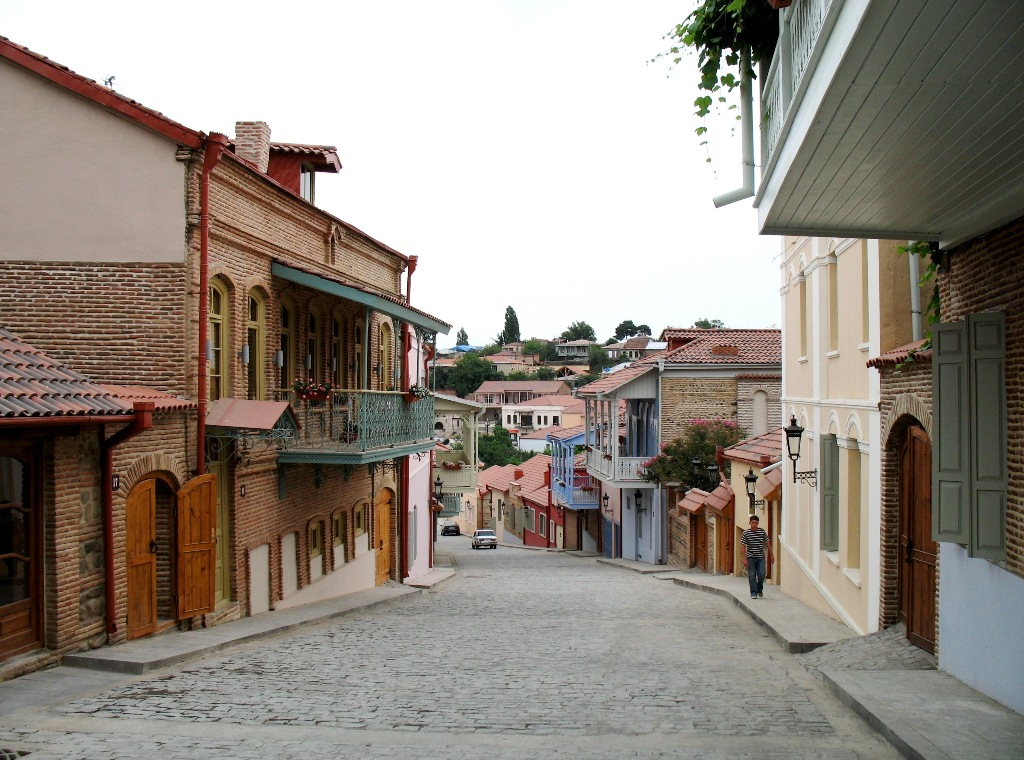
Una calle del pueblo